# Cannelle
Cannelle é uma comuna francesa na região administrativa de Córsega, no departamento de Córsega do Sul. Estende-se por uma área de 3,41 km². 